# Psalidognathus onorei
Psalidognathus onorei är en skalbaggsart som beskrevs av Reé Michel Quentin och Jean François Villiers 1983. Psalidognathus onorei ingår i släktet Psalidognathus och familjen långhorningar. Inga underarter finns listade i Catalogue of Life.